# Pedro Antonio Sánchez
Pedro Antonio Sánchez López (ur. 30 stycznia 1976 w Puerto Lumbreras) – hiszpański polityk i samorządowiec, od 2015 do 2017 prezydent Murcji.

## Życiorys
Absolwent politologii i socjologii na Universidad de Granada, kształcił się następnie w zakresie zarządzania w IESE Business School.
Zaangażował się w działalność polityczną w ramach Partii Ludowej. Był sekretarzem generalnym Nuevas Generaciones w Murcji, organizacji młodzieżowej ludowców. Od 2001 zasiadał w regionalnych władzach Partii Ludowej. W latach 1999–2003 był dyrektorem generalnym instytutu ds. młodzieży w ramach administracji wspólnoty autonomicznej Murcji. Następnie przez dziesięć lat zajmował stanowisko alkada swojej rodzinnej miejscowości. Od 2003 wybierany na posła do kortezów regionalnych. W 2013 wszedł w skład rządu Murcji, w którym jako consejero odpowiadał najpierw za edukację, szkolnictwo wyższe i zatrudnienie, a od 2014 za edukację, szkolnictwo wyższe i kulturę. Po wyborach regionalnych w 2015 został powołany na urząd prezydenta Murcji, w tym samym roku stając na czele regionalnych struktur swojego ugrupowania. Z funkcji prezydenta wspólnoty autonomicznej zrezygnował w 2017 po przedstawieniu mu zarzutów korupcyjnych. Osiedlił się później w Miami, gdzie zajął się działalnością konsultingową. W 2023 został nieprawomocnie skazany za oszustwo na karę 3 lat pozbawienia wolności.